# إنداكاتيرول
إنداكاتيرول (Indacaterol) ناهض لمستقبلات بيتا طويلة المفعول.

## الاستطباب
يستخدم للسيطرة على أعراض داء الانسداد الرئوي المزمن

## آلية التأثير
- يعمل عن طريق توسيع الشعب الهوائية في الرئتين، مما يساعد على التنفس بسهولة.
- عن طريق ارتخاء العضلات الملساء للشعب الهوائية.

## مضادات الاستطباب
- الحساسية للمركب أو لأحد مكوناته.
- إذا كنت تستخدم دواء آخر يحتوي على ناهض بيتا طويل المفعول (مثل، سالميتيرول).
- إذا ظهرت لديك أعراض مفاجأة وحادة أو تفاقمت أعراض مرض الانسداد الرئوي المزمن (ضيق الصدر، سعال، ضيق في التنفس).
- الربو.

## الجرعة
الكبار
- استنشاق فموي 75 ميكروغرام مرة واحدة/يوم (في نفس الوقت من اليوم).
- الاستنشاق عن طريق الفم فقط.، ويُنصح المرضى بعدم ابتلاع أو أخذ كبسولات فموية، الإعطاء فقط عن طريق جهاز الاستنشاق.

## الحرائك الدوائية
- امتصاص: الحد الأقصى حوالي 15 دقيقة.
- التوافر الحيوي الأعظمي بعد الجرعة المستنشقة هو 43٪ إلى 45٪.
- التوزيع: VD هو 2,361 إلى 2,557 L.
- الارتباط ببروتينات البلازما: 95.1٪ إلى 96.2٪.
- الاستقلاب: استقلابه بواسطة UGT1A1 إلى فينوليك O-غلوكورونيد وإلى مشتقات هيدروكسيلية بواسطة CYP3A4.
- الإطراح: أقل من 2٪ دون تغيير تُطرح في البول، 54٪ تفرز دون تغيير في البراز.
- التصفية الكلوية: 0.46 إلى 1.2 ليتر/ساعة.
- التصفية الجهازية: 18.8 إلى 23.3 ليتر/ساعة.
- العمر النصفي: 40-56 ساعة.

## الآثار الجانبية
توقف عن استخدام هذا الدواء واستدعي الطبيب على الفور إذا كان لديك أي من هذه الآثار الجانبية الخطيرة:
- ألم في الصدر، سرعة دقات القلب، تسارع في نبضات القلب، ترفرف في الصدر.
- تفاقم السعال، أو ظهور سعال جديد، حمى، صعوبة في التنفس.
- تورم الكاحلين أو القدمين.
- تشنج قصبي (ضيق الصدر، صعوبة تنفس).
- الشعور بضيق في التنفس فجأة.
- انخفاض بوتاسيوم (ارتباك، عدم انتظام معدل ضربات القلب، العطش الشديد، زيادة تبول، عدم الراحة في الساق، ضعف عضلي).
- ارتفاع نسبة السكر في الدم (زيادة العطش، زيادة التبول، جوع، جفاف فم، رائحة نفس بطعم الفواكه، نعاس، جفاف الجلد، عدم وضوح الرؤية، فقدان وزن).

-الآثار الجانبية الأقل خطورة قد تشمل ما يلي:
- ألم في الحلق، غثيان، صداع، آلام في العضلات أو تشنج، أعراض البرد مثل انسداد الأنف، ألم الجيوب الأنفية، عطاس، سعال.

## تحذيرات
-قبل استخدام الدواء يجب مراعاة الأمور التالية:
- إذا كنتِ حاملاً، أو تخططي لتصبحي حاملاً، أو الرضاعة الطبيعية.
- إذا كنت تأخذ أي وصفة طبية أو أي دواء بدون وصفة طبية، أو المكملات الغذائية.
- إذا كان لديك حساسية من الأدوية والأغذية، أو مواد أخرى.
- إذا كان لديك رد فعل تحسسي شديد لبروتين الحليب أو اللاكتوز.
- إذا كان لديك تاريخ مرضي للسكري أو مشاكل في القلب (سرعة ضربات القلب أو لانظميات قلبية، مشاكل وعائية في القلب)، ارتفاع ضغط الدم، انخفاض مستويات البوتاسيوم في الدم، فرط نشاط الغدة الدرقية.
- إذا كان لديك رد فعل غير عادي لدواء ودي (ألبوتيرول، السودوإيفيدرين)، مثل سرعة ضربات القلب أو لانظميات قلبية، شدة اضطرابات النوم.
- إذا كنت تأخذ ينزوليد، مثبطات المونو أمينو أوكسيداز(MAOI) (فينلزين)، مضادات الاكتئاب ثلاثية الحلقة (أميتربتيلين) أو كنت قد اتخذت أي من هذه الأدوية في غضون الأيام ال 14 الماضية.
- إذا كنت تأخذ أي دواء يزيد من خطر عدم انتظام ضربات القلب.

-أخبر مقدم الرعاية الصحية الخاص بك إذا كنت تأخذ أي أدوية أخرى، وخاصة أي مما يلي:
- الستيرويدات القشرية (بريدنيزون)، مدرات البول (فورسيميد، هيدروكلوروثيازيد)، الزانثينات (الثيوفيلين) بسبب خطر حدوث انخفاض البوتاسيوم في الدم أو عدم انتظام ضربات القلب.
- لينيزوليد، وغيره من منبهات بيتا طويلة المفعول (سالميتيرول)، مثبطات المونوأمينو أوكسيداز (فينلزين)، أو مضادات الاكتئاب ثلاثية الحلقة (أميتربتيلين) لانها قد تزيد من خطر الآثار الجانبية.
- حاصرات بيتا (بروبرانولول) لأنها قد يقلل من فعالية إنداكاتيرول.

## الحفظ والتخزين
- تُحفظ في مكان جاف، بدرجة حرارة بين 59 ° و 86 °F.
- يحفظ بعيدا عن الضوء والرطوبة.
- تختزن الكبسولات في نفطة (بلستر) وتُزال فقط قبل الاستعمال مباشرةً.